# الجوية
الجوية هي هجرة تتبعُ لمحافظة الأحساء في المنطقة الشرقية في المملكة العربية السعودية.

## الموقع
تقع الجوية علي تقاطع طريق بقيق - الأحساء السريع. تتبع الجوية مدينة بقيق. تبعد الهجرة عن بقيق 15 كيلومترًا.

## الطرق
في عام 2013، تم أفتتاح تقاطع هجرة الجوية مع طريق بقيق - الأحساء السريع، لخدمة السلامة المرورية لمرتدي الطرق وأهالي هجرة الجوية، وتسهيل حركة الدخول والخروج إلي الهجرة، والحد من الكوارث المرورية، حيث تم إنشاء تقاطع هجرة الجوية علي طريق الظهران بقيق - الأحساء السريع عند المحطة المترية (61+700)، يشمل التقاطع علي حارتين بعرض 3.65 متر، وأكتاف داخلية بعرض النصف متر، وبروز خارجي بعرض 5 متر، بلغت تكلفة المشروع الإجمالية 21 مليون و35 ألف و362 ريال، وأفتتح المشروع محافظ بقيق عبد اللطيف العبد القادر، والمشرف علي الإدارة العامة للطرق والكباري، ساعدة في الطريق كل من وزارة الدفاع، حرس الحدود السعودي، وأرامكو السعودية، والشركة السعودية للكهرباء، والهيئة السعودية للمياه، وإس تي سي السعودية، وموبايلي في إزالة العوائق في المشروع.